# Maxwelton (Washington)
Maxwelton es un área no incorporada ubicada en el condado de Island en el estado estadounidense de Washington.

## Geografía
Maxwelton se encuentra ubicado en las coordenadas 47°56′14″N 122°26′40″O / 47.93722, -122.44444.